# آي دريم
آي دريم (بالإنجليزية: I Dream ومعناها بالعربية: أنا أحلم) وهو مسلسل كوميدي موسيقي بريطاني إسباني، من ثلاث عشر حلقة موجه للمراهقين.
وقد بث في عام 2004.

## طاقم العمل
- هيلين كوروب - كاش
- جورج وود - أوللي
- مات دي أنجيلو - فيليكس
- راشيل هيدي-هارفي - ايمي
- لورنا وانت—ناتالي
- راشيل هيل --
- ادم موريس—باتريك
- كريستوفر لويد --

## روابط خارجية
- آي دريم على موقع IMDb (الإنجليزية)
- آي دريم على موقع ميوزك برينز (الإنجليزية)
- آي دريم على موقع ديسكوغز (الإنجليزية)
- آي دريم على موقع كينوبويسك (الروسية)
- آي دريم على موقع ألو سيني (الفرنسية)
- آي دريم على موقع قاعدة بيانات الفيلم (الإنجليزية)